# Gadebusch
Gadebusch (phát âm tiếng Đức: [ˈɡaːdəbʊʃ]) là một đô thị tại huyện Nordwestmecklenburg, bang Mecklenburg-Vorpommern, miền bắc nước Đức.